# Callipepla squamata
La quaglia squamata o quaglia azzurra (Callipepla squamata (Vigors, 1830))  è un uccello della famiglia Odontophoridae, diffusa negli Stati Uniti e in Messico.

## Descrizione
La quaglia squamata è un uccello di medio-piccole dimensioni con i suoi 25 centimetri e i 190 grammi. Il nome è dovuto alla caratteristica colorazione delle piume del collo e del petto che sono bordate di nero e di colore chiaro tendete al blu nella parte centrale. La schiena, la coda e ali sono invece di colore marrone chiaro con qualche macchia bianca, specialmente sulle ali. La parte inferiore dell'animale è chiara con le prime bordate di marrone chiaro. La testa è di colore bruno chiaro ed è sormontata da una corta cresta di piume marroni con le estremità bianche.

## Distribuzione e habitat
L'areale della quaglia squamata si trova a cavallo tra Stati Uniti d'America e il Messico; per quanto riguarda gli USA, la Callipepla squamata si ritrova nel sud-est del Colorado, nel Kansas sud-occidentale, in gran parte del Nuovo Messico, nell'Arizona del sud, nel Texas occidentale e in minima parte anche nello stato dell'Oklahoma. In Messico questa quaglia vive, in gran parte dello stato della Coahuila, del Nuevo León, di San Luis Potosí, di Zacatecas e di Aguascalientes; nel nord-est dello stato di Sonora, Chihuahua e del Durango; nel nord dello stato di Jalisco, Guanajuato, Querétaro, nella parte centrale dello stato di Tamaulipas e in minima parte anche nel nord degli stati di Veracruz e Hidalgo. 
La quaglia squamata abita le pianure e le colline delle zone aride, così come le gole e canyon che presentano un terreno sia nudo che erboso.

## Tassonomia
Questa specie è suddivisa in quattro sottospecie:
- Callipepla squamata squamata (Vigors, 1830) - sottospecie nominale, vive solo nell'Altopiano messicano.
- Callipepla squamata hargravei Rea, 1973 - quaglia azzurra, vive nel sud-est del Colorado e dell'Oklahoma, nel sud-ovest del Kansas e nel Texas nord-occidentale.
- Callipepla squamata pallida Brewster, 1881 - quaglia squamata del nord, vive dal sud dell'Arizona all'ovest del Texas e nel nord di Sonora e Chihuahua.
- Callipepla squamata castanogastris Brewster, 1883 - quaglia squamata pancia-marrone, vive dal sud del Texas al nord del Messico.